# Diporiphora ameliae
Diporiphora ameliae — вид ігуаноподібних ящірок родини агамових (Agamidae). Ендемік Австралії.

## Поширення і екологія
Diporiphora ameliae мешкають на території центрального Квінсленду, між містами Вінтон і Віндора, зокрема на території національного парку Бладенсбург. Вони живуть в сухих акацієвих лісах, у спінніфексовому підліску. Їх часто можна побачити, коли вони сидять на термітнику або на іншому сідалі середньої висоти.